# Teucholabis rubriceps
Teucholabis rubriceps är en tvåvingeart som beskrevs av Alexander 1937. Teucholabis rubriceps ingår i släktet Teucholabis och familjen småharkrankar. Inga underarter finns listade i Catalogue of Life.